# René Acht
René Charles Acht (* 24. März 1920 in Basel, Schweiz; † 3. Mai 1998 in Herbolzheim, Deutschland) war ein Schweizer Maler, Bildhauer, Kunstpädagoge und Autor.

## Leben
René Acht studierte von 1936 bis 1940 an der Allgemeine Gewerbeschule Basel Malerei und Bildhauerei. Er besuchte Fachklassen für Malerei, Grafik, Bildhauerei und Metallverarbeitung und war Meisterschüler von Arnold Fiechter und Albrecht Mayer. Er studierte Kunstgeschichte bei Georg Schmidt. Von 1941 bis 1943 profitierte er von einem Privatstipendium eines Kunsthändlers für sein künstlerisches Schaffen. Im Jahre 1945 siedelte er nach Stockholm um und arbeitete dort als Volontär-Bühnenbildner an der Königlichen Oper. Von 1947 bis 1948 lebte er in Helsinki, hielt sich 1948 längere Zeit in Italien, vor allem in Rom, auf, und kehrte 1950 wieder nach Finnland zurück, diesmal nach Lappland.
Ab 1950 lehrte Acht an der Klubschule Migros in Basel. Sein erster internationaler Durchbruch erfolgte im Informel der 1950er Jahre durch die Einladung zur documenta 2 in Kassel und zur 5. Biennale Sâo Paulo. 1953 erhielt er das Stipendium der Kiefer-Hablitzel Stiftung, 1954 das Stipendium der His-Stiftung, Basel, und unternahm eine Studienreise durch Spanien und Nordafrika. Es folgten 1955 ein erneutes Stipendium der Stadt Basel und ein Studienaufenthalt in Rom. Zwischen 1958 und 1960 erhielt er Stipendien der Schweizerischen Eidgenossenschaft und wurde zum Mitglied auf Lebenszeit des International Institute of Art and Letters gewählt.
Von 1963 bis 1965 lehrte Acht als Professor an der Hochschule für bildende Künste Hamburg. Ab 1965 war er Mitglied der Gesellschaft Schweizerischer Maler und Bildhauer (GSAMBA) sowie der St.-Lukas-Gesellschaft, Schweiz. Von 1965 bis 1966 lehrte er als Leiter der Malklasse an der Allgemeine Gewerbeschule Basel; zu seinen Schülern gehörten dort u. a. Rémy Zaugg und Reinhard Klessinger.
Acht übersiedelte 1972 nach Freiburg im Breisgau, wo er 1978 Bärbel Geigele heiratete. 1974 unternahm er eine Studienreise nach Japan und wurde Mitglied des Berufsverbandes Südbaden. 1976 gründete er den ART-CLUB + Kunstforum in Freiburg. 1978 unternahm er eine Studienreise an die Elfenbeinküste und wurde Mitglied des Künstlerbundes Baden-Württemberg. Zwischen 1980 und 1988 folgte eine Lehrtätigkeit als Dozent im Fach Farbe an der Pädagogischen Hochschule Freiburg. 1982 unternahm er eine Studienreise nach China. 1997 wurde ihm der Europäische Kulturpreis «Adolf Unmüssig Regio Preis» verliehen. Bis zu seinem Tod lebte und arbeitete René Acht ab 1989 abwechselnd in Freiburg und Vaudrémont in der Champagne.

## Werk
Das künstlerische Schaffen von René Acht umspannt den Zeitraum von gut sechzig Jahren. Einem Frühwerk, das noch dem Kopieren alter Meister, Studien nach Natur und Architektur, Portraits und Aktstudien verpflichtet ist, folgt die bildnerische Auseinandersetzung mit den Strömungen der Kunst seiner Zeit. Ab 1949 zeichnete sich in seinem Schaffen die Hinwendung zur ungegenständlichen Welt ab, der man die vorangegangene Beschäftigung mit dem Kubismus anmerkt und die in der Nähe zur konkreten Kunst Ansiedlung findet. Ab Anfang der 1950er Jahre gehörte Acht zu den bedeutendsten Schweizer Vertretern des Informel.
Neben seinem komplexen malerischen wie zeichnerischen Werk entwickelte Acht in den letzten 30 Jahren einen umfangreichen Werkkomplex von Scherenschnittarbeiten, die als Substrat seines bildnerischen Denkens bezeichnet werden können. In diesem Werkblock finden alle Präfigurationen der vorangegangenen Schaffensphasen erneut Ausprägung, wenn auch jetzt unter anderen Akzidenzien und Alterationen. Es ist die mit dem Scherenschnitt einhergehende Massgabe nach erhöhter Einfachheit des Ausdrucks, die Acht künstlerisch einlöst, indem er – unter Beibehaltung geistiger Komplexität – in der Verknappung und Verdichtung seiner Bildsprache die Eindrücklichkeit der Bildaussagen intensiviert.

## Ausstellungen (Auswahl)
Achts Werk wurde in mehr als 100 Einzel- und 200 Gruppenausstellungen in Europa, Asien, Nord- und Südamerika präsentiert und ist in wichtigen Sammlungen vertreten.
- 1972: René Acht – Ölbilder, Scherenschnitte, Plastiken. Kunstverein Freiburg, Freiburg im Breisgau
- 1980: René Acht. Ausstellung Augustinermuseum in den Räumen der Städtische Galerie Schwarzes Kloster Freiburg; Museum zu Allerheiligen, Schaffhausen
- 1983: René Acht – Scherenschnitte 1968–1983. Ausstellung Nijmeegs Museum Commanderie van Sint Jan, Nimwegen; Leopold-Hoesch-Museum; Düren, Kunstverein Ulm
- 2004: René Acht. 1920–1998. Werke aus sechs Jahrzehnten. Hrsg. von der Stiftung Museum Schloss Moyland, Sammlung van der Grinten, Bedburg-Hau
- 2021: René Acht. Ausstellungen im Wilhelm-Hack-Museum, im Kunstmuseum Singen und im Aargauer Kunsthaus, Aarau

## Rezeption in der Musik
- Andreas H. H. Suberg: HAUS-Musik. Hörkaleidoskop für 12 Sprecher, Klavier und elektroakustische Klänge nach und mit ausgewählten Texten u. a. von René Acht, Gaston Bachelard, Henri Bosco, Joe Bosquet, Vilém Flusser und Henry David Thoreau. 2003/2004. Kompositionsauftrag des Museums Schloss Moyland anlässlich einer Ausstellung von René Acht. UA: März 2004 Museum Schloss Moyland. (Paulo Álvares, Klavier. Haus-Musik. CD mit Booklet, Hrsg. Klang Art Studio Freiburg, 2004)
- Andreas H. H. Suberg: TURM-Musik. Hörkaleidoskop für 8 Sprecher, einen Trompeter und elektroakustische Klänge nach und mit Texten von Gaston Bachelard, Joe Bousquet, Henri Bosco und Carl Gustav Jung. 2008/09. Auftragsarbeit anlässlich der installativen Ausstellung Turm-Haus-Dialog mit Turm-Häusern von René Acht im Kulturwerk T66, Freiburg, UA April 2009, Kulturwerk T66, Freiburg, CD mit Booklet, Hrsg. Klang Art Studio Freiburg. 2004.[3]